# Willi Schröder
Willi Schröder (* 27. Dezember 1928 in Berlin; † 20. Oktober 1999 in Bremen) war ein deutscher Fußballspieler. Von 1951 bis 1957 absolvierte der Offensivspieler in der deutschen Fußballnationalmannschaft zwölf Länderspiele und erzielte dabei drei Tore. Mit der Amateurnationalmannschaft des DFB nahm er an den Olympischen Spielen 1952 in Helsinki teil. In der Saison 1960/61 gewann der brillante Techniker mit Spielmacher- und Abschlussqualitäten mit Werder Bremen den DFB-Pokal und bestritt von 1954 bis 1963 in der Fußball-Oberliga Nord 213 Spiele und erzielte 129 Tore.

## Laufbahn

### Jugend, Bremen 1860 und DFB-Amateure, 1938 bis 1953
Aufgewachsen in Berlin, fußballerisch entwickelt bei Blau-Weiß 90 Berlin, folgte der 17-Jährige im Frühjahr 1946 seinem ehemaligen Blau-Weiß Trainer nach Norddeutschland und schloss sich dem ATSV Bremen 1860 an. Im Bremer Stadtteil Findorff wurde er bei Pflegeeltern untergebracht und es wurde ihm eine Ausbildungsstelle zum Drogisten besorgt. Mit den Weinroten stieg Schröder 1949 in die Amateurliga Bremen auf, holte sich mit seinen Mannschaftskameraden von 1950 bis 1952 drei Mal in Folge die Vizemeisterschaft, ehe er 1953 mit dem Torverhältnis von 129:16 Toren bei 50:2 Punkten überlegen die Meisterschaft mit Bremen 1860 gewann. Nach Siegen über VfL Nord Berlin (4:1) und den Heider SV (3:0) war der Stürmerstar 1951 mit seiner Elf in der erstmals ausgetragenen deutschen Amateurmeisterschaft in das Finale am 30. Juni im Berliner Olympiastadion gegen den Altmeister Karlsruher FV eingezogen. Der wegen seiner Statur – 1,69 m groß und 70 kg schwer – „Krümel“ gerufene Ballvirtuose war mit zwei Treffern der entscheidende Mann beim 3:2-Sieg der Bremer.
Seine herausragenden spielerischen Leistungen hatten den Bremer Amateurfußballer bereits am 14. Mai 1950 in die Auswahl von Norddeutschland beim Repräsentativspiel in Köln gegen Westdeutschland geführt. Zum 4:3-Erfolg des Nordens steuerte er wie sein Sturmkollege Gerhard Ihns vom Eimsbütteler TV zwei Tore gegen die mit Fritz Herkenrath, Paul Matzkowski, Hennes Weisweiler, Max Michallek, Paul Koschmieder und Jupp Röhrig prominent bestückte Defensive der West-Auswahl bei. Da er auch am 18. März 1951 bei der 2:4-Niederlage des Nordens gegen Süddeutschland überzeugen konnte, wurde er von Bundestrainer Sepp Herberger am 4. April dieses Jahres bei einem inoffiziellen Länderspiel in Essen gegen das Saarland erstmals in einem DFB-Team eingesetzt. Der Bundestrainer unterzog die Bremer Offensivhoffnung im September und November weiteren Tests in zwei B-Länderspielen gegen Österreich und der Schweiz – der Freistoßspezialist erzielte in beiden Spielen je einen Treffer – und brachte ihn am 23. Dezember 1951 beim Länderspiel in Essen gegen Luxemburg als Amateurspieler des ATSV Bremen 1860 zum Debüt in der Nationalmannschaft. Der Bremer spielte Mittelstürmer und wurde von den Flügeln Helmut Rahn/Georg Stollenwerk rechts und Fritz Walter/Bernhard Termath links beim 4:1-Erfolg flankiert. Am 20. April 1952 absolvierte Schröder sein zweites A-Länderspiel. Herberger gab dem von ihm geplanten Angriff der neu installierten Amateurnationalmannschaft des DFB die Chance, sich international bei einem A-Länderspiel gegen Luxemburg zu bewähren. Das Spiel endete mit einem 3:0-Sieg und die Offensivformation mit Bernhard Klodt (er sprang für den kurzfristig verletzten Matthias Mauritz ein), Georg Stollenwerk, Johann Zeitler, Willi Schröder und Kurt Ehrmann empfahl sich dabei für das neue Auswahlteam der Amateure.
Der herausragende Spieler der Bremer Amateurliga bestritt am 14. und 18. Mai 1952 die ersten zwei Länderspiele in der Geschichte der Amateurnationalmannschaft des DFB. Sie war von Bundestrainer Sepp Herberger zusammengestellt und trainiert worden und bereitete sich auf die Olympischen Spiele im Juli/August 1952 in Helsinki vor. Mit Vertrag ausgestattete Spieler der damals erstklassigen Fußball-Oberligen waren wegen der geltenden Amateurdefinition nicht zugelassen. Im olympischen Turnier überzeugte Schröder bei den Spielen gegen Ägypten (3:1), Brasilien (4:2 n. V.), Jugoslawien (1:3) und im Spiel um die Bronzemedaille gegen Schweden (0:2) auch die internationalen Fachleute. Nach dem Turnier war Schröder zusammen mit Ferenc Puskás, Stjepan Bobek und Barbosa-Tozzi (Brasilien) zum besten linken Halbstürmer gewählt worden. Zur Begründung wurde im „Kicker“ angeführt, dass er „wohl das meiste Lob der internationalen Fachleute holte“ und er in seinem Duell mit Zlatko Čajkovski seine „hohe spieltechnische Klasse demonstrierte und sich nicht einmal von den ‚Kollegen’ Bobek und Mitic überschatten ließ“.
Aus dem olympischen Turnier zurück, wieder aktiv im Bremer Amateuroberhaus bei Bremen 1860, bestätigte Schröder seine guten Kritiken beim 2:0-Erfolg am 9. November 1952 in Basel beim B-Länderspiel gegen die Schweiz. Er agierte auf der Mittelstürmerposition neben den Oberligaakteuren Felix Gerritzen, Alfred Preißler, Franz Islacker und Bernhard Termath und erzielte beide Treffer. Das Frühjahr 1953 brachte im März sein viertes B-Länderspiel, am 29. April sein siebtes und letztes Länderspiel mit der Amateurnationalelf – 3:1-Sieg gegen Österreich in Linz mit einem Schröder-Tor – und mit Bremen 1860 die Meisterschaft in Bremen zustande. In der Aufstiegsrunde zur Fußball-Oberliga Nord scheiterte er aber mit 1860 mit einem Punkt Rückstand an Victoria Hamburg. Im Mai wurde er noch vom Bundestrainer in zwei Testspielen mit einer DFB-Auswahl gegen Bolton Wanderers und am 4. Juni in Augsburg gegen eine süddeutsche Auswahl eingesetzt.
Der viel umworbene Techniker unterschrieb am 13. Juni 1953 – zwei Tage vor dem Wechselstichtag im deutschen Vertragsspielerfußball – beim Hamburger SV einen Vertrag, kassierte dafür verbotenes Handgeld – auch Werder Bremen, Eintracht Braunschweig und Hannover 96 hatten ebenfalls ein Handgeld geboten – und kam damit in die Mühlen der Fußball-Justiz. Der Verdacht auf die Annahme von Handgeld war aufgekommen, als ein Bremer Autohändler eine Borgward Isabella im Schaufenster mit dem Satz bewarb: „Dieses Auto kaufte Willi Schröder.“ – ein Auto einer Preisklasse, das die Frage aufkommen ließ, wie ein junger Amateurfußballer mit einem Drogistengehalt sich dergleichen leisten könne. Nach den Ermittlungen des NFV-Sportgerichts musste der HSV der Annullierung des Vertrages zustimmen und Schröder wurde bis Jahresende 1953 gesperrt. Die Sperre machte internationale Vereine auf den Bremer aufmerksam und nach einem Testspiel am 18. Oktober 1953 unter falschem Namen für Racing Strasbourg – die Elsässer hatten mit 80.000 DM Handgeld gelockt –, bekam der Umworbene die drakonische Strenge der Sportgerichtsbarkeit zu spüren: Seine Sperre wurde um ein halbes Jahr bis 30. Juni 1954 verlängert. Schröder wird mit folgenden Worten zitiert:

„Mich hat das anderthalb Jahre meiner guten Zeit gekostet und auch die WM-Teilnahme 1954 in der Schweiz.“

Nach Ablauf der Sperre wechselte er zu Werder Bremen, für das er am 9. Januar 1955 erstmals gegen Altona 93 im Einsatz war und beim 2:1-Sieg gleich ein Tor schoss. Im August 1955 wurde der beidfüßige Torjäger und Vorbereiter wieder in einer Auswahl eingesetzt. Norddeutschland gewann am 7. mit 4:3 Toren in Hamburg ein Spiel gegen Süddeutschland und am 14. in Hannover mit 5:3 gegen Südwestdeutschland. In beiden Auswahlbegegnungen zeichnete sich der Bremer als Ballverteiler und Torschütze aus. Komplette zwei Jahre hatte Schröder damit als Auswahlspieler verloren, und das im besten Leistungsalter zwischen 25 und 27 Jahren.

### Werder Bremen und weitere Auswahlberufungen, 1954 bis 1963
Acht Tage nach dem NFV-Spiel gegen Südwest, am 21. August 1955 in Moskau, feierte Schröder unter Bundestrainer Herberger beim Länderspiel gegen die Sowjetunion nach drei Jahren seine Rückkehr in die Fußballnationalmannschaft. Er hatte in seiner ersten Oberligarunde bei Werder, 1954/55, mit Beginn der Rückrunde alle 15 Spiele absolviert und dabei acht Tore erzielt. Die Oberliga startete zur Runde 1955/56 am 28. Mai 1955, eine Woche nach dem Länderspiel in Moskau. Schröder absolvierte alle 30 Punktspiele und schoss sich mit 27 Treffern auf den zweiten Platz in der Torjägerrangliste im Norden. Er verkörperte beide Eigenschaften in einer Person: er war ein glänzender Vorbereiter, aber auch ein Spieler der den Torabschluss beherrschte.
Die Runde 1956/57 brachte mit Werder (5. Platz; zehn Punkte Rückstand zum Hamburger SV) keine Steigerung und auch die persönliche Quote ging bei Schröder zurück (29 Spiele, 18 Tore). In der Nationalmannschaft lief unter Bundestrainer Herberger aber schon alles auf die Vorbereitung des WM-Turniers 1958 in Schweden als Titelverteidiger hinaus. Der Bremer Spielmacher absolvierte zwischen dem 13. Juni 1956 (gegen Norwegen in Oslo) und dem 20. November 1957 (gegen Schweden in Hamburg) seine A-Länderspiele fünf bis zwölf, war zusätzlich in mehr als zehn Testspielen der DFB-Auswahl sowie auch in der norddeutschen Auswahl im Einsatz, nahm an den Lehrgängen des DFB vom 18. Februar bis 2. März und 22. bis 28. Juli 1957 teil und gehörte auch Mitte April 1958 dem an die FIFA gemeldeten 40er-Aufgebot für die WM 1958 an. Als der Bundestrainer dann zum WM-Lehrgang in die Sportschule München-Grünwald vom 12. bis 24. Mai 1958 25 Spieler einlud, gehörte Willi Schröder überraschend diesem Kader nicht an. Er hatte zwar 1957/58 in der Oberliga Nord 20 Tore erzielt, der SV Werder war aber auf dem enttäuschenden 7. Rang gelandet.
Herberger hatte seinen Lieblingsspieler, den Spielmacher der erfolgreichen WM-Tage in der Schweiz 1954, Fritz Walter, zum Comeback überreden können und der 37-Jährige kehrte nach einer zweijährigen Pause am 19. März 1958 in Frankfurt gegen Spanien (2:0) wieder in die Nationalmannschaft zurück. Damit war die Lösung der Nachfolgeregelung für den „Alten Fritz“ auf der Spielmacherposition in der Nationalmannschaft entschieden: Fritz Walter ersetzte Fritz Walter. Bei Jürgen Leinemann kann man in seiner Herberger-Biografie nachlesen, „dass sich der Bundestrainer auf der Suche nach einem Spielmacher sich vor allen Dingen mit dem Bremer Willi Schröder beschäftigte, mit dem er allerdings nie so recht zufrieden war, der wohl auch keine Chance hatte, weil der Schatten des großen Fritz auf ihm lag.“ Am 6. Dezember 1957 hatte Herberger in seinen Unterlagen nach dem Länderspiel gegen Schweden eine Art „Entlassungsprotokoll“ zu Schröder notiert:

„Ganze Einstellung von Gefallsucht diktiert, die ihre Befriedigung in technischen Kunststückchen hat. Weder Geist noch Sinn auf Mannschaftsspiel und Kameradschaft eingestellt.“

Schröder gehörte nach dem Weltmeisterschaftsjahr 1958 von 1959 bis 1963 den Vizemeisterteams von Werder Bremen in der Oberliga Nord an, trat in der Endrunde um die deutsche Meisterschaft mit den Grün-Weißen in 18 Spielen an und erzielte dabei von 1959 bis 1962 zwölf Tore. Zum DFB-Pokalgewinn am 13. September 1961 in Gelsenkirchen durch den 2:0-Erfolg gegen den 1. FC Kaiserslautern unter Trainer Georg Knöpfle steuerte der knapp 33-Jährige in der 10. Spielminute den 1:0-Führungstreffer bei. Im Finalbericht wird festgehalten, dass „Schröder im Mittelfeld der überragende Mann gewesen wäre, elegant die Fäden zog – und zudem torgefährlich war.“ In der Runde 1961/62 nahm der Routinier mit Werder im Europapokal der Pokalsieger teil und scheiterte mit Bremen am späteren Cupsieger Atlético Madrid am 28. Februar 1962 in Madrid nach einer 1:3-Niederlage. Er hatte in der 36. Minute den 1:2-Anschlusstreffer gegen die Mannschaft von Trainer José Villalonga erzielt.
Mit dem Oberligaspiel am 6. Oktober 1962 gegen Bremerhaven 93 beendete er nach 213 Ligaeinsätzen mit 129 Toren seine Spielerkarriere bei Werder Bremen. Auf internationaler Ebene (Nationalmannschaft; keine WM-Teilnahme) blieb ihm zwar der ganz große Durchbruch verwehrt, doch für Werder war er jahrelang als überragender Spielgestalter, Ideengeber und Torschütze unersetzlich.
Mit Beginn der Fußball-Bundesliga 1963 wechselte er für zwei Jahre in die Regionalliga Nord zu Bremerhaven 93. In der Saison 1963/64 wurde er noch neunzehnmal eingesetzt und schoss dabei drei Tore. Zum Ausklang seiner Laufbahn war er anschließend als Trainer bei verschiedenen Bremer Amateurklubs tätig. Sein Tabakladen am Hauptbahnhof in Bremen war ein beliebter Treffpunkt der Bremer Sportszene.